# Vizianagaram
Vizianagaram là một thành phố và khu đô thị của quận Vizianagaram thuộc bang Andhra Pradesh, Ấn Độ.

## Địa lý
Vizianagaram có vị trí 18°07′B 83°25′Đ / 18,12°B 83,42°Đ Nó có độ cao trung bình là 74 mét (242 feet).

## Nhân khẩu
Theo điều tra dân số năm 2001 của Ấn Độ, Vizianagaram có dân số 174.324 người. Phái nam chiếm 49% tổng số dân và phái nữ chiếm 51%. Vizianagaram có tỷ lệ 68% biết đọc biết viết, cao hơn tỷ lệ trung bình toàn quốc là 59,5%: tỷ lệ cho phái nam là 75%, và tỷ lệ cho phái nữ là 62%. Tại Vizianagaram, 10% dân số nhỏ hơn 6 tuổi.